# Tancredo Neves
Tancredo de Almeida Neves (São João del-Rei (Minas Gerais), 4 maart 1910 - São Paulo, 21 april 1985) was een Braziliaans politicus. Hij was de eerste democratisch gekozen president na de militaire dictatuur, maar stierf voordat zijn regering was begonnen.
Tancredo Neves was een naaste medewerker van de links-populistische leider Getúlio Vargas. Onder de tweede regering van Vargas van 1951 tot 1954 was hij kabinetschef, een positie in de Braziliaanse staatsregeling die overeenkomt met die van premier. Op 8 september 1961 werd hij officieel premier van Brazilië, als onderdeel van een schikking tussen het leger en het politieke bestuur na het plotselinge aftreden van president Jânio Quadros. Al na een half jaar verving de nieuwe president João Goulart hem echter.
Bij de verkiezingen van 1984, die het einde inluidden van de twintig jaar durende militaire dictatuur, voerde Neves de aanhangers van wijlen Vargas aan. Hij won de verkiezingen en werd door het nieuwe parlement gekozen tot president van Brazilië, de eerste gekozen president sinds João Goulart. Begin 1985, op de avond voor zijn ambtsaanvaarding, toen de Amerikaanse leiders zich al voor de feestelijkheden in Brasilia verzamelden, werd Neves getroffen door een hersenbloeding. In zijn plaats werd de volgende dag vicepresident José Sarney de Araújo Costa beëdigd als waarnemend president. Neves stierf later dat jaar.
In 2014 was de kleinzoon van Tancredo Neves, Aécio Neves, de tegenkandidaat van zittend president Dilma Rousseff. In de eerste stemronde op 5 oktober behaalde hij ruim 31% van de stemmen. Hij vertegenwoordigt de centrumrechtse Braziliaanse Sociaaldemocratische Partij (PSDB).